# Licenestinos
Lycaenesthini é uma tribo de borboletas licaenídeas da subfamília Polyommatinae.

## Géneros
- Anthene Doubleday, 1847
- Cupidesthes Aurivillius, 1895

Os seguintes géneros são por vezes considerados subgéneros do género Anthene:
- Neurellipes Bethune-Baker, 1910[2]
- Neurypexina Bethune-Baker, 1910[3]
- Triclema Karsch, 1893[4]